# سراغة كوتشي
سراغة كوتشي (باللاتينية: Crepis kotschyana) نوع نباتي يتبع جنس السراغة من الفصيلة النجمية. سميت تكريما لتيودور كوتشي.

## الموئل والانتشار
موطنها بلاد الشام وتركيا.

## مرادفات للاسم العلمي
- (باللاتينية: Barkhausia kotschyana Boiss.)
- (باللاتينية: Crepis bureniana Boiss.)